# کشیشتف پیسیویچ
کشیشتف پیسیویچ (لهستانی: Krzysztof Marek Piesiewicz؛ تلفظ لهستانی: [ˈkʂɨʂtɔf]؛ زادهٔ ۱۹۴۵ میلادی) یک وکیل، سیاست‌مدار و فیلمنامه‌نویس اهل کشور لهستان است.
او با کریستف کیشلوفسکی کارگردان و فیلمنامه‌نویس لهستانی، در تعدادی از فیلم‌هایش برای نگارش فیلمنامه مشارکت داشته‌است.